# 批示
批示（葡萄牙語：despacho）是葡語圈國家及地區的一個法律術語，指當局批准或駁回聲請或請求的決議。
在葡萄牙法律體系中，此類法規僅向簽署部長的下屬發出，且僅在簽署部長的部門有效。